# Конституционный кризис в Кирибати (2022)
Конституционный кризис в Кирибати 2022 года начался  когда Кабинет министров Кирибати отстранил от должности двух своих судей. Судья Высокого суда гражданин Австралии Дэвид Ламборн был отстранён от должности в мае 2022 года, а главный судья Билл Гастингс был отстранен 30 июня 2022 года по обвинениям в неправомерном поведении. Решение суда отменило отстранение и последующую депортацию Ламбурна. В ответ правительство Кирибати 6 сентября 2022 года отстранило от должности всех судей Апелляционного суда Кирибати.

## Предыстория
В феврале 2020 года Дэвид Ламборн покинул Кирибати, чтобы посетить конференцию в Австралии, однако вскоре оказался в затруднительном положении из-за пандемии COVID-19. Затем правительство Кирибати попыталось помешать Ламборну занять свою должность в Тараве, задержав выплату ему жалования и отказавшись выдать постоянное разрешение на работу или позволив ему сесть на репатриационный рейс. 11 ноября 2021 года председатель Верховного суда Билл Гастингс отменил действия правительства, объявив их неконституционными. В ответ генеральный прокурор Тетиро Семилота подтвердил решение своего правительства сместить Ламбурна с занимаемой должности. 1 августа 2022 года Ламбурн вернулся по туристической визе к своей семье в Кирибати и жене Тесси Ламбурн, которая в настоящее время является лидером оппозиции.

## События
В мае 2022 года судья Высокого суда Дэвид Ламборн был отстранён от должности по обвинению в неправомерном поведении. В ответ он подал судебный иск, который был подан главному судье Биллу Гастингсу 30 июня 2022 года. Однако вместо того, чтобы заслушать дело, Гастингс зачитал письмо правительства Кирибати, в котором говорилось, что он тоже остраняется от должности «немедленно».
11 августа 2022 года кризис обострился, когда правительство попыталось депортировать Ламборна в Австралию, несмотря на постановление Апелляционного суда Кирибати о том, что его нельзя высылать из страны. Правительство заявило, что Ламбурн «нарушил условия своей гостевой визы и создал угрозу безопасности». Депортация привела к трёхчасовому противостоянию между представителями иммиграционной службы и пилотом Fiji Airways, который отказался принимать на борт Ламбурна против его воли.
Затем Ламбурна поместили под стражу, отобрав паспорт, прежде чем он был освобождён под залог другим решением Апелляционного суда. Ламбурн назвал эти действия «незаконным приказом о моём выдворении вопреки постановлению апелляционного суда», добавив, что попытка депортации носила политический характер.
12 августа 2022 года Апелляционный суд на срочном судебном заседании охарактеризовал действия правительства как «неприемлемые и рискующие вызвать неуважение к суду со стороны Генерального прокурора и непосредственно заинтересованных лиц». Заместитель генерального солиситора появился в суде от имени генерального прокурора, заявив, что Ламборн не может проживать в своём доме, потому что его жена Тесси Ламбурн является лидером оппозиции, и что есть сторонники, которые посещают их дом, что также подразумевает, что «как только мы оставим мистера Ламбурн в доме, что-то произойдет». Представитель категорически отрицал, что действия правительства были политическими.
19 августа 2022 года кризис ещё больше обострился, поскольку Апелляционный суд, наконец, снова заслушал дело, несмотря на попытки правительства отложить или отменить слушания, а заявление Управления Беретитенти (ОБ) было сделано лишь за несколько часов до слушания и после того, как американский юрист, выступающий от имени правительства, «сказал, что к решению исполнительной власти следует относиться с «максимальным уважением»».
6 сентября 2022 года Министерство иностранных дел и торговли Новой Зеландии в электронном письме агентству Reuters объявило, что президент Танети Маамау отстранил от должности всех трех судей Новой Зеландии, которые заседали в Апелляционном суде Кирибати, и дело было передано в трибунал.

## Реакция

### Внутренняя
Бывший президент Аноте Тонг предупредил, что кризис оставил страну с «нефункциональной судебной системой» и ставит под сомнение ее демократическую систему. Он также добавил, что «приказ президента [Маамау] о депортации действительно прямо противоречит решению суда. Таким образом, действительно ли правительство в настоящее время неуважительно относится к суду, это вопрос, который необходимо решить». Тонг также указывает на тот факт, что до тех пор, пока Кирибати не внесет поправки в свои законы и конституцию, «чтобы признать, что разделение властей является фундаментальным для его демократической системы правления, все остальное, что было сделано, станет незаконным».
Первый и бывший президент Иеремия Табай заявил, что действия правительства привели страну к кризису, добавив, что он и другие члены парламента будут выдвигать вотум недоверия правительству.

### Международная
Три юридических институции Содружества, включая Ассоциацию юристов Содружества, 11 августа 2022 года опубликовали заявление, в котором призвали «правительство Кирибати придерживаться принципа независимости судебной системы в соответствии с Конституцией Кирибати и международными стандартами, выраженными в основных принципах [...] ], Принципах Дома Латимера и Хартия Содружества ». Ассоциация и две другие организации также «призывают Группу действий министров Содружества (CMAG) [...] рассмотреть действия правительства Кирибати в срочном порядке». Юридические органы также высказались ранее в июне 2022 года о расследовании действий Ламбурна президентом Танети Маамау.
Обеспокоенность Юридического совета Австралии усиливается в связи с тем, что срок действия ордера на назначение в Апелляционный суд истекает 15 августа 2022 года, «и вскоре в Кирибати не будет ни Высокого суда, ни Апелляционного суда, осуществляющих юрисдикцию».